# ゲームファンド ときめきメモリアル
ゲームファンド ときめきメモリアルとは、ゲームソフト会社であるコナミが2000年に組成した投資信託。ときメモファンドの通称で知られる。投資信託の形態は、バミューダ諸島籍オープンドエンド型契約型証券投資信託となっている。商品開発はみずほ証券、発売元はマネックス証券。

## 概要
1999年11月頃から商品開発を開始し、2000年10月25日に発表された。同年11月9日から12月20日にかけて募集され、1口10,000円、10口から購入可能だった。集められた資金は、SPCである「ときめきカンパニーリミテッド」が発行する社債に投資され、当該SPCは調達した資金を元に、コナミを営業者とする匿名組合の出資を行う。この資金は『ときめきメモリアル3 〜約束のあの場所で〜』（以下、『3』）と、『ときめきメモリアル Girl's Side』（以下、『GS』）の開発資金に当てられた。
償還額は、『3』と『GS』の発売180日後の最終出荷本数に応じて、決定する仕組みであった。10口保有で希望者は『3』のエンディングスクロール（スタッフロールが終わった後に表示される）に名前を載せることができ、20口保有で『3』の限定版（一般販売されたものと外装ケースの色が異なる）がもらえるという特典が付けられた。
特定のテレビゲームソフトの開発資金を「投資信託」という形で調達するというのは日本のゲーム業界初の試みで、ゲーム業界からはもちろん、それ以外の業界からも大きな注目を集めた。
また、この「ときメモファンド」がゲーム業界での投資話としてクローズアップされがちであるが、コナミでは他にも「メタルギアソリッド債」「幻想水滸伝債」と銘打った社債投資の募集も行っている。

## 結果
募集総額の上限は12億円であったが、実際に申込みがあったのは2,783件、7.7億円に留まったものの、申込み件数でみればマネックス証券が2000年7月に募集した日本初のオンライン証券専用ファンド「ザ・ファンド@マネックス」第1回募集の2,550件を上回った。
最終的に計算対象期間中の出荷本数は『3』が19万3510本、『GS』が15万7401本、償還額は1口あたり10,088円と発表され、2003年2月に償還が完了した。10,000円に対しわずか88円であっても利益を出していることになるが、実際には投資時に3.0%の手数料（加えて手数料にかかる消費税）が発生するため、最低投資単位である10口を購入した場合、必要資金は10,000円×10口×（手数料3.0%＋消費税0.15%）＝103,150円であるのに対して償還額は100,880円であることとなり、その差はマイナス2,270円であり、投資家側から見れば元本割れが生じていることとなる。

## 影響
ファンドの利益結果について、畑健二郎が『週刊少年サンデー』2004年10号（同年2月18日発売）に掲載した読切漫画『ハヤテの如く』（後の『ハヤテのごとく!』の原形）において、「ときメモファンドが元本割れした」と取られかねない表現をし、コナミの抗議を受けて小学館がサンデー誌面で謝罪した。公式ガイドブックに掲載されている『ハヤテの如く』では修正されている。
また本ファンド以後、雑技団、ラーメン、アイドル、アニメなど多様なコンテンツの個人投資家向け証券化商品の販売が進められている。